# John Joachim Zubly
John Joachim Zubly (* 27. August 1724 als Hans Joachim Züblin in St. Gallen, Schweiz; † 23. Juli 1781 in Savannah, Georgia) war Pastor, Landwirt und Politiker während der amerikanischen Revolution. Obwohl er als Delegierter für Georgia am amerikanischen Kontinentalkongress teilnahm, galt er als britischer Loyalist.

## Jugend und Karriere
Zubly wurde in St. Gallen geboren und ließ sich in seiner Jugend in Purrysburg, South Carolina nieder. Er arbeitet als Verkäufer und Pflanzer, bevor er 1744 zum evangelischen Pfarrer geweiht wurde. 1756 predigte er vor einer Gemeinde in Savannah, die er 1758 als erster presbyterianischer Pfarrer übernahm.
Zublys Beziehung zur Revolution spiegelt die dem Wertewandel dieser Zeit innewohnenden Konflikte wider. Sein calvinistischer Glaube ließ ihn zu einem offenen und einflussreichen Unterstützer der Rechte der Kolonisten werden. 1775 sah Zubly den zunehmend säkularen und gottlosen Widerstand der Kolonien mit Bestürzung. Viele betrachten seine Karriere als einen Wandel von einem standhaften Verteidiger der Rechte der Kolonisten hin zu einem Apologeten der Monarchie und letztlich zu einem Loyalisten und einem Gegner der republikanischen Regierung.

## Beginn der Revolution
Nach dem Stempelgesetz von 1765 wurden einige seiner Predigten als Flugblätter verteilt, darunter: "An Humble Enquiry Into the Nature of the Dependency of the American Colonies upon the Parliament of Great-Britain and the Right of Parliament to Lay Taxes on the said Colonies." (Eine demütige Frage zur Natur der Abhängigkeit der amerikanischen Kolonien vom britischen Parlament und dem Recht dieses Parlaments, besagte Kolonien zu besteuern.) Seine Gedanken halfen, die Unterschiede und Beziehungen zwischen Verfassungen, der Legislative, Gesetzen und dem Volk genauer zu definieren.
In dem Zeitraum vor der Revolution war Zubly kein Mitglied der Versammlung von Georgia, wurde aber oft eingeladen, die Sitzungen mit einer Predigt und einem Gebet zu eröffnen. Georgia sandte keine Delegierten zum ersten Nationalkongress 1744, allerdings wurde Zubly im Juli 1775 auf einem Revolutionskongress in Savannah als Abgesandter für den zweiten Nationalkongress in Philadelphia ausgewählt.

## Der Kontinentalkongress
Am 15. September 1775 nahm Zubly seinen Platz im Nationalkongress ein. Er legte sich früh auf seine Position fest: "Ich kam hierher mit zwei Anliegen: Erstens, die Rechte Amerikas zu sichern; zweitens: um eine Aussöhnung mit Großbritannien zu erreichen." Seine Distanz zu den Ansichten des Kongresses vergrößerte sich während Debatten über Handelsembargos und Import-Verweigerung, da er auch an die Situation Georgias dachte. Dort existierten nicht einmal die begrenzten Produktionskapazitäten der anderen Kolonien, es war die Kolonie, die am wenigsten auf eigenen Beinen stehen konnte. 
Als sich die anderen Delegierten mit ihm über Einigkeit und Konformität mit der herrschenden Meinung stritten, wurde er zunehmend deutlich: "Handel ist wichtig... Weisheit ist besser als Waffen. Wir dürfen uns Großbritannien nicht bloß zum Zeitvertreib entgegenstellen. Wenn es nötig ist, daß wir Krieg führen, sollten wir auch die Mittel dazu besitzen." Und als er provoziert wurde, sagte Zubly: "Eine republikanische Regierung ist kaum besser als eine Regierung von Teufeln."
Mitte November machte sich Zubly zurück auf den Weg nach Savannah. Der Kongress hatte ihn, da er immer noch mit seinem Freund James Wright, dem königlichen Gouverneur von Georgia korrespondierte, der Illoyalität beschuldigt. Er bestieg wieder seine Kanzel und suchte weiter nach einer Möglichkeit, sich mit den Briten auszusöhnen, sodass diese die Rechte der Kolonisten beachten würden. 

## Verbannung und Rückkehr
Als die revolutionäre Stimmung in Georgia wuchs, beschloss der Sicherheitsrat, dass „seine Freiheit... die öffentliche Sicherheit gefährde(t).“ Am 1. Juli 1776 wurde er unter Arrest gestellt, konnte jedoch entkommen und sich Loyalisten in South Carolina anschließen. Sein Besitz wurde beschlagnahmt und seine Bibliothek in den Savannah River geworfen.
Als die Briten 1778 Savannah zurückeroberten, konnte Zubly nach Hause zurückkehren. Ab dem August 1780 veröffentlichte er unter dem Pseudonym "Helvetius" in der Royal Georgia Gazette eine Serie von neun Essays, in denen er feststellte, dass die Kolonisten sowohl gegen Gottes als auch internationales Recht verstießen. Er starb noch vor dem Ende des Unabhängigkeitskrieges in Savannah. Er soll auf dem Kolonialfriedhof der Stadt begraben sein.